# ギルウェル・パーク
ギルウェル・パーク（Gilwell Park）は、イギリスのロンドン東部チンフォード（Chingford）、エッピングの森（Epping Forest）にある広さ108エーカーの土地。ボーイスカウトの指導者訓練センター、国際キャンプ場がある。
この土地は、かつて、ヘンリー8世に所有されており、彼の息子エドワードのための猟小屋があった。
1919年、W・F・マクラーレンが1万ポンドで購入し、指導者訓練の場として英国ボーイスカウト連盟に寄贈した。ロバート・ベーデン＝パウエル卿は、この好意に感謝するため、マクラーレン家のキルトの紋様をつけたギルウェル・スカーフを作り継承することとした。
現在、ギルウェル・パークはボーイスカウトのリーダー研修のための拠点となっている。初代所長フランシス・ギドニー（Francis Gidney）が1919年9月に最初のウッドバッジコース（Wood Badge course）を行った。毎年世界中から多数のスカウトのリーダーたちが研修を行うためにここを訪れる。
キャンプ場内をグリニッジ子午線が通っている。
また、ボーイスカウトに関係の無い活動（例えば、会議や結婚披露宴など）のために借りることも可能である。

## 主な施設
- ギルウェル・ホール：白いペンキ塗の2階建て。別名「ギルウェルのホワイトハウス」。
- ギルウェル・ミュージアム
- アマチュア無線局：コールサインはG3WGP、GB2GP、GB3GP。
- バッファロー像の芝生：無名スカウトの善行に感謝して米国ボーイスカウト連盟から寄贈されたバッファローの銅像がある。
- 爆弾の池（Bomb Hole）：第二次世界大戦時に、ドイツ軍が投下した爆弾の跡に水が溜まってできた池。
- トレーニンググラウンド
- 大小さまざまなキャンプサイト、広場

などがある。

## 関連事項
- ガールスカウト
- ブラウンシー島
- 弥栄